# Литвин, Михаил Андреевич
Михаи́л Андре́евич Литви́н (род. 30 ноября 1999, Южно-Сахалинск) — российский видеоблогер и стример. Создатель YouTube-канала «ЛИТВИН» и бывший владелец расформированного футбольного клуба «Сахалинец». Его видео входят в топ-10 «самых просматриваемых видео в России» по версии видеохостинга YouTube в 2020 году.

## Биография
Родился 30 ноября 1999 года в Южно-Сахалинске. В школе активно занимался спортом, посещал спортивные секции, увлекался футболом. После окончания школы переехал в Москву.

### Личная жизнь
20 сентября 2021 года Литвин сделал предложение своей возлюбленной Юлии Бичан, пара обручилась на стадионе во время футбольного матча. Для большего эффекта Михаил пригласил певца El'man, чтобы он исполнил свою песню «Антигерой», но вскоре после обручения пара разорвала отношения.
С 2022 года состоит в отношениях с моделью и видеоблогером Адель Вейгель; в июле 2025 года пара официально оформила брак.

## Блогинг
Свой канал на видеохостинге YouTube Михаил создал 5 ноября 2016 года, тематика его роликов: розыгрыши людей, пранки.
Не все пранки блогера остаются только на его канале, известны случаи, когда они вызывали резонанс в широком кругу СМИ и даже приводили к административным арестам. В декабре 2018 года во время очередного розыгрыша сотрудники полиции остановили автомобиль блогера и обнаружили в багажнике связанную и окровавленную девушку. Блогер без объяснений бросился бежать, за что был задержан и провёл некоторое время в СИЗО. Данный розыгрыш вызвал резонанс в СМИ.
В июле 2020 года создал футбольный клуб «Сахалинец», куда тренером пригласил звезду футбольного клуба «Локомотив» Юрия Дроздова. Новосозданный футбольный клуб в социальных сетях Instagram и YouTube набрал более миллиона подписчиков и обошёл по их количеству такие известные клубы, как «Зенит» и «Спартак». Среди спортивных достижений клуба на чемпионате Москвы среди любительских клубов, дивизион «А», «Сахалинец» набрал 4 очка: сыграв вничью в первом туре с ФК «Росич» — 0:0 и во 2-м туре выиграв у команды «Буревестник» со счётом — 7:1.
25 октября 2020 года после конфликта с менеджерами компании Mercedes-Benz сжёг свой автомобиль Mercedes-AMG GT 63 S стоимостью 13 млн рублей.
В феврале 2021 года на своём автомобиле Porsche Taycan Turbo S стоимостью 15,6 миллионов рублей протаранил витрину московского автосалона «Порше Центр Ясенево», вызвав большой резонанс в СМИ. Со слов блогера, данное ДТП было совершено неумышленно.

## Обвинения в мошенничестве
За свою блогерскую карьеру Литвин многократно обвинялся в мошенничестве, связанном с продажей ложных прогнозов на спортивные события. В октябре 2023 года попал в «коричневый» список Ассоциации блогеров и агентств, в котором находятся блогеры с серьёзными репутационными рисками.
В ноябре 2023 года глава Лиги безопасного интернета Екатерина Мизулина сообщила о том, что Литвин находится в очереди на проверку ФНС, назвав блогера «инфомошенником».

## Обвинения в уголовном преступлении
10 июня 2025 года стало известно, что про запросу Члена общественной палаты Российской Федерации и директора Ассоциации участников рынка интернет-индустрии «Лига безопасного интернета» Екатерины Мизулиной прокуратурой города Москвы было рассмотрено обращение последней, в котором Екатерина Мизулина обвинила блогера в покупке военного билета.
Как следует из проведенной проверки, Литвин М. А. "в нарушение требований законодательства о воинской обязанности и военной службе принят на воинский учёт в ОВК Измайловского района г. Москвы решением призывной комиссии которого от 18.06.2018 освобождён от призыва на военную службу с установлением категории годности «В» и 20.07.2018 зачислен в запас Вооружённых сил Российской Федерации.
По результатам проверки, проведённой 231 военной прокуратурой гарнизона, 20.12.2024 военным комиссаром г. Москвы принято решение об отмене решения об освобождении Литвина М. А. от призыва на военную службу и зачислении в запас, а также присвоении ему воинского звания «рядовой». Таким образом, прокуратура аннулировала решение об освобождении блогера Литвина от призыва на военную службу.
В настоящее время блогер скрывается за границей.

## Рейтинги
В мае 2020 года интернет-издание Peopletalk внесло блогера в список ТОП российских парней-блогеров, на которых стоит подписаться уже сейчас, и разместило его на первом месте.
10 августа 2020 года Михаил Литвин вошёл в список ТОП-10 блогеров за первое полугодие 2020 года и занял в нём 5 место.
В декабре 2020 года одно из видео блогера вошло в ТОП-10 видео среди российских пользователей YouTube и заняло 6-е место.
В январе 2021 года аналитическая компания «Медиалогия» представила рейтинги самых популярных YouTube- и Telegram-каналов 2020 года и присвоила Михаилу 9 место.
В феврале 2021 года Brand Analytics в списке ТОП 50 рейтинг авторов и групп поместил Михаила на 11 место.
На 15 марта 2021 года Михаил Литвин занимает первое место в рейтинге ТОП самых популярных аккаунтов города Москвы.
В декабре 2021 года занял третье место в списке самых популярных блогеров по результатам опроса ВЦИОМ с результатом в 2 %.